# Edvard Moser
Edvard Moser   (Ålesund, 27 d'abril de 1962) és un neurocientífic i psicòleg noruec. El 2014 fou guardonat amb el Premi Nobel de Fisiologia o Medicina, compartit amb May-Britt Moser i John O'Keefe, «pels seus descobriments de cèl·lules que constitueixen un sistema de posicionament en el cervell». És director del Kavli Institute for Systems Neuroscience a Trondheim, Noruega.
La recerca d'Edvard Moser i la seva dona, May-Britt Moser, se centra en el mecanisme del cervell per representar l'espai.